# NGC 1099
NGC 1099 је спирална галаксија у сазвежђу Еридан која се налази на NGC листи објеката дубоког неба.
Деклинација објекта је - 17° 42' 31" а ректасцензија 2h 45m 17,8s. Привидна величина (магнитуда) објекта NGC 1099 износи 13,3 а фотографска магнитуда 14,1. Налази се на удаљености од 87,763 милиона парсека од Сунца. NGC 1099 је још познат и под ознакама ESO 546-15, MCG -3-8-11, HCG 21A, IRAS 02429-1754, PGC 10422.